# انسان‌پراکنش

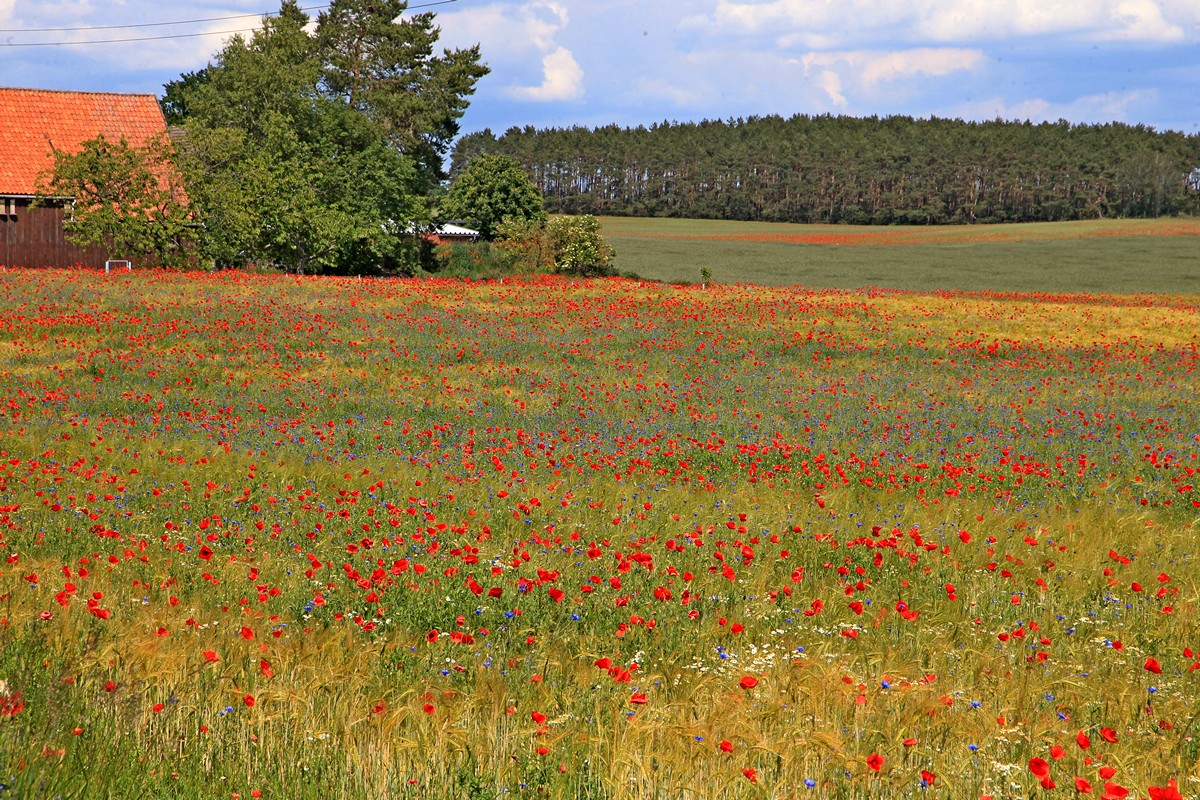
خشخاش گیاهان انسان‌پراکنش هستند که وابسته به کهن‌رست‌ها هستند.

انسان‌پراکنش (واژهٔ یونانی باستان hemeros «رام‌شده، کشت‌شده» و یونانی choris: جدا، جداشده) یا انسان‌کاشتی (anthropochory), پراکندگی گیاهان کشت‌شده یا دانه‌ها و قلمه‌های آنها، آگاهانه است. به‌طور ناخودآگاه، توسط انسان‌ها وارد منطقه‌ای می‌شوند که نمی‌توانند از طریق سازوکارهای طبیعی گسترش خود کلنی شوند، اما می‌توانند بدون کمک خاص انسانی در زیستگاه جدید خود، خود را حفظ کنند.
انسان‌پراکنش یکی از سازوکارهای اصلی تکثیر گیاه است. گیاهان انسان‌پراکنشی هم می‌توانند تنوع زیستی یک زیستگاه را افزایش و هم کاهش دهند.

## دسته‌بندی
گیاهان انسان‌پراکنش با توجه به شیوهٔ معرفی به چند دستهٔ زیر تقسیم می‌شوند، مانند:

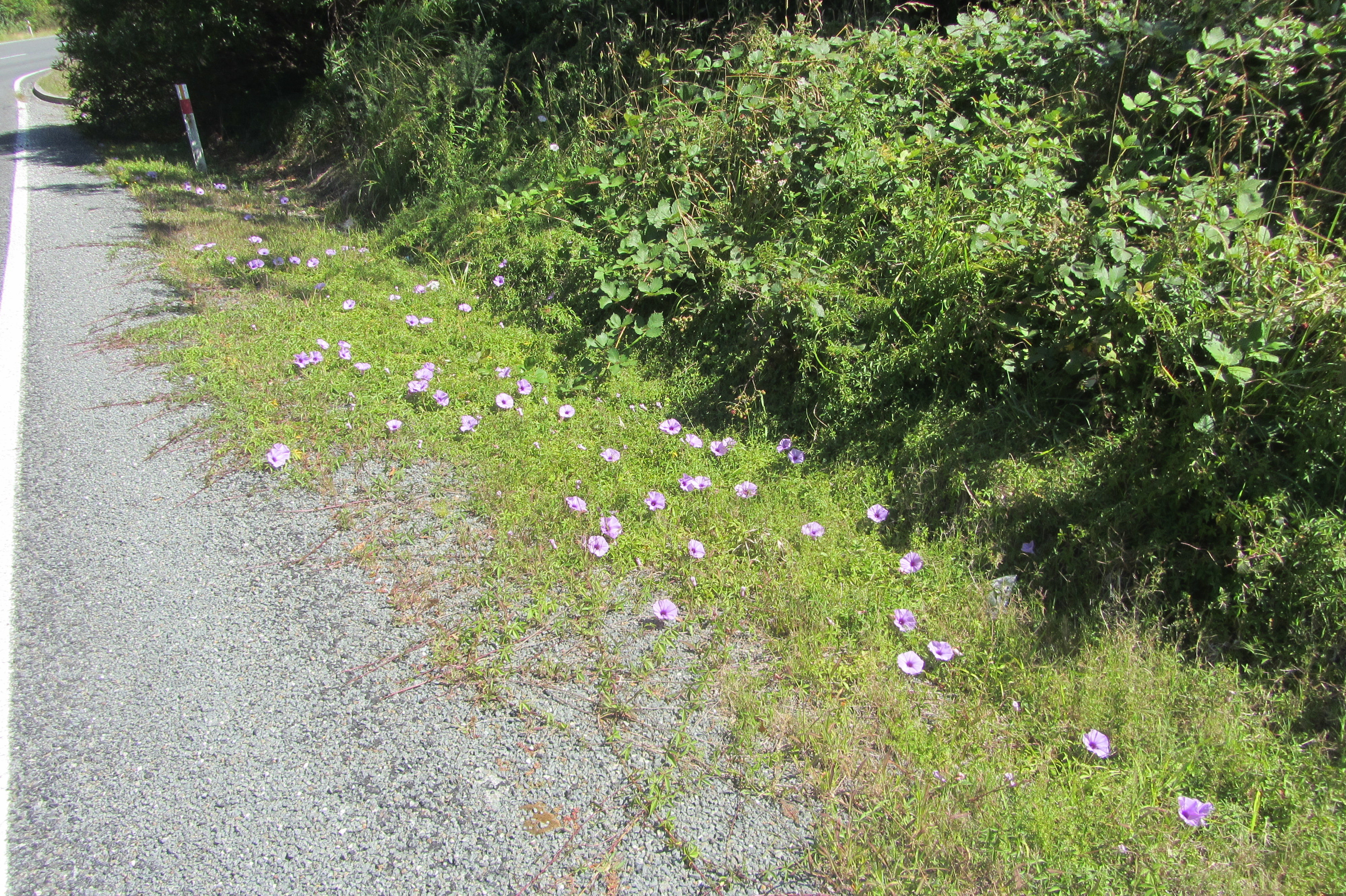
Ipomoea cairica در کنار جاده با گل‌های ارغوانی‌اش (پراکندگی ممکن ترابرپراکنش).

- خواسته‌پراکنش (Ethelochory): معرفی آگاهانه توسط بذر یا گیاهان جوان.
- ناخواسته‌پراکنش (Speirochoria): ورود ناخواسته توسط بذر آلوده. به عنوان مثال می‌توان به بابونه واقعی و گل ذرت اشاره کرد.
- ترابرپراکنش (Agochory): معرفی با حمل و نقل غیرعمدی با، از جمله موارد دیگر، کشتی، قطار و اتومبیل. این گیاهان در مناطق بندری، کنار جاده‌ها، ایستگاه‌ها و راه‌آهن رایج هستند.[۵]

### دسته‌بندی زمانی
از نظر زمانی گیاهان انسان‌پراکنش به دو دسته تقسیم می‌شوند:
- کهن‌رست‌ها (Archaeophytes): گیاهانی که پیش از آغاز تجارت جهانی در حدود سال ۱۵۰۰ یا پیش از سال ۱۴۹۲ (کشف آمریکا) معرفی شدند.
- نورست‌ها (Neophytes): گیاهانی که پس از آن معرفی شدند.

## انواع

### ترابرپراکنش (Agochory)

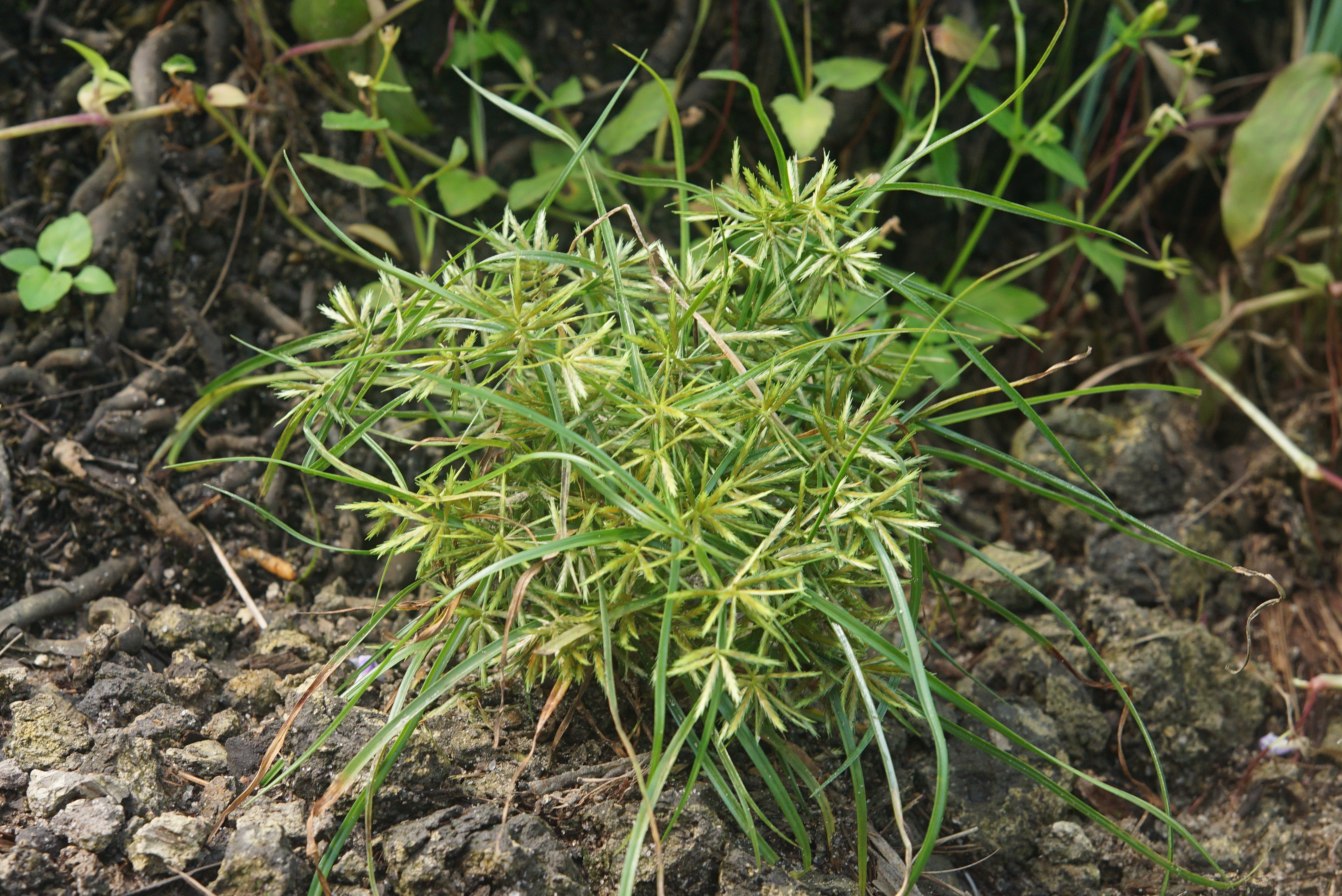
اویارسلام زرد ترابرپراکنش است.

گیاهان ترابرپراکنش (Agochoric plants) آنهایی هستند که از طریق حمل و نقل تصادفی پخش می‌شوند. برخلاف گیاهان اسپیروکوریک، آنها معمولاً در خاک آماده‌شده توسط انسان کاشته نمی‌شوند. در خشکی، گیاهان ترابرپراکنش عادت دارند که در بندرها، ایستگاه‌های قطار یا در امتداد خطوط راه‌آهن رایج باشند.

### خواسته‌پراکنش (Ethelochory)

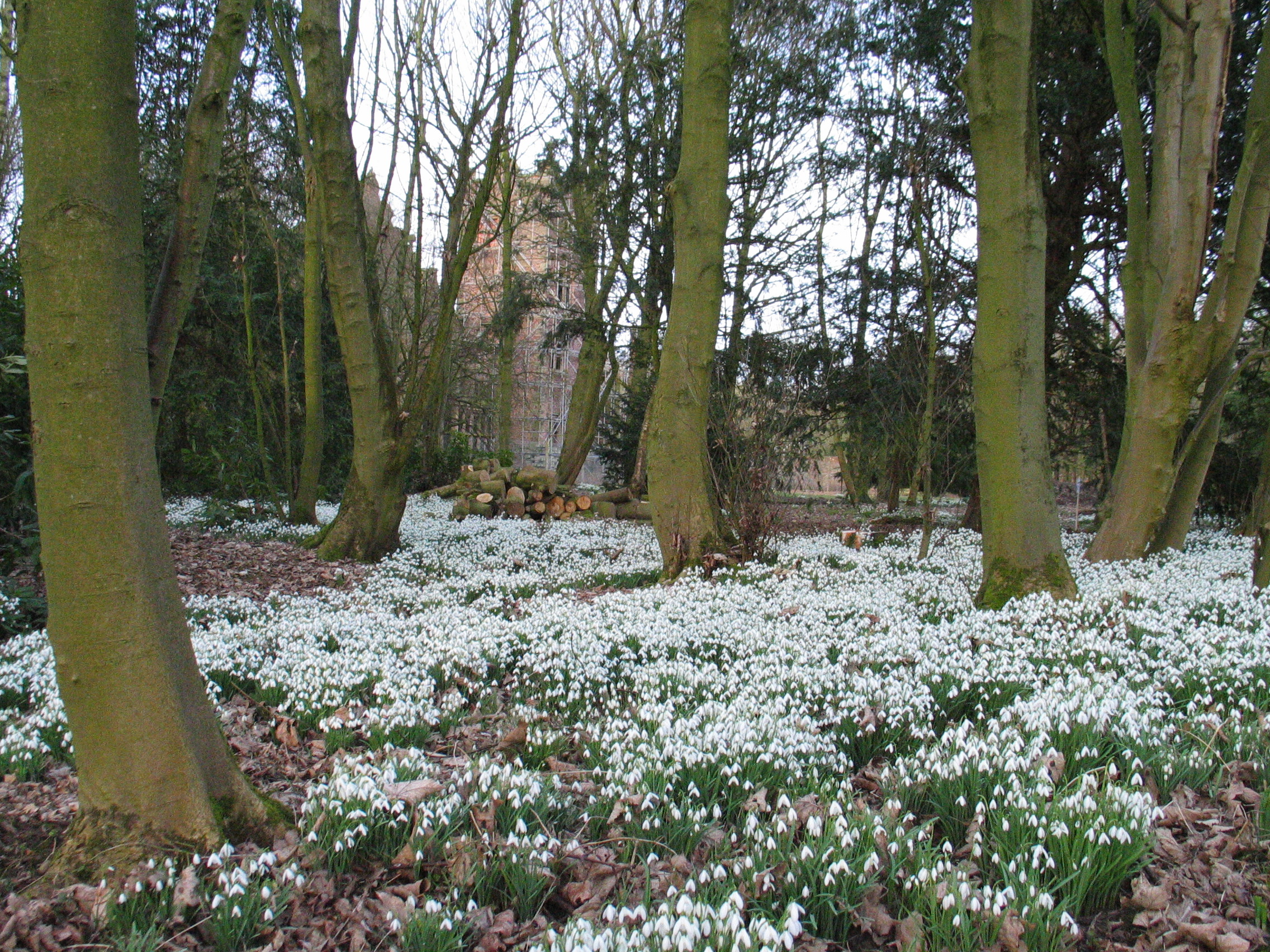
گل برفی خواسته‌پراکنش هستند.

خواسته‌پراکنش (Ethelochory) حمل و نقل عمدی گیاهان یا بذرها به مناطق مختلف برای اهداف کشاورزی و باغبانی است. بسیاری از محصولات زراعی که برای تغذیه انسان مهم هستند به میل خود توسط انسان پخش شده است. به عنوان مثال، گندم، جو، عدس، لوبیا، کتان و دانه‌های خشخاش، گیاهان معمولی برای اروپای مرکزی نیستند، اگرچه همه آنها باستانی هستند. مردم آنها را پس از آغاز نوسنگی (حدود ۶۵۰۰ سال پیش) به‌تدریج از شرق مدیترانه به اروپای مرکزی و دیگر مناطق جهان طی سده‌های آینده آوردند. در اروپای مرکزی، به خصوص اویارسلام زرد (Cyperus esculentus) است که از دهه ۱۹۸۰ در میان گونه‌های مهاجم طبقه‌بندی شده است، زیرا غده‌های آنها به‌طور انبوه با چسبیدن به وسایل نقلیه یا ماشین‌آلات پخش شده‌اند.

### ناخواسته‌پراکنش (Speirochory)

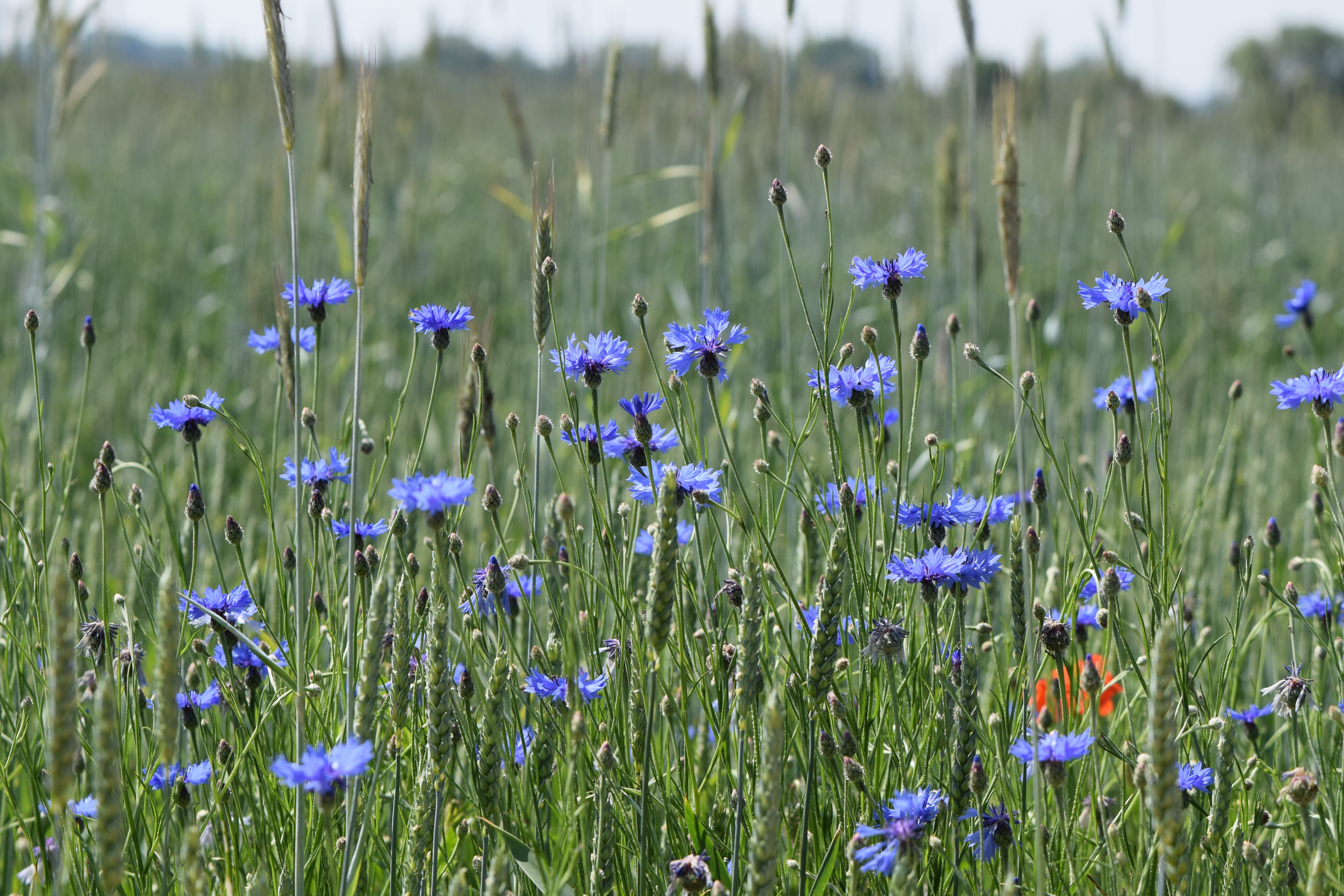
گل ذرت یک گیاه ناخواسته‌پراکنش است.

برخی از گیاهان به‌طور ناخواسته در این فرایند معرفی شدند. این انسان‌پراکنش ناخواسته (unwanted hemerochory) به عنوان بذر همراه (seed companion)، دانه‌پراکنیی نامیده می‌شود. از آنجایی که هر دانه دارای دانه‌های گیاهان مزرعه‌ای است که از آن می‌آیند، رقیبان آن‌ها، «علف‌های هرز» نیز از طریق تجارت بذر این گیاه مفید به فروش می‌رسند. بابونه واقعی یکی از گیاهانی است که ناخواسته به عنوان همراه بذر پخش شد.
گیاهان خواسته‌پراکنش در خاک آماده‌شده توسط انسان کاشته می‌شوند و رقیب محصولات هستند. گیاهانی که به عنوان کهن‌رست‌ها در نظر گرفته می‌شوند، مانند خشخاش، بومی نواحی مدیترانه، بابونه واقعی، گل ذرت و کره زراعی، از طریق دانه‌ها همراه با دانه در اروپای مرکزی پخش می‌شوند. در این بین، بذرها با استفاده از روش‌های نوین با دقت بیشتری تمیز می‌شوند و کشت به سختی توسط آفت‌کش‌ها یا دیگر روش‌های کنترلی آلوده می‌شود.
با وجود این، سس رایج (Cuscuta campestris) که به عنوان یک علف هرز مشکل‌ساز در استرالیا طبقه‌بندی می‌شود، به‌طور تصادفی همراه با دانه‌های ریحان در سال‌های ۱۹۸۱، ۱۹۸۸ و ۱۹۹۰ به کشور وارد شد.